# Václav Neckář

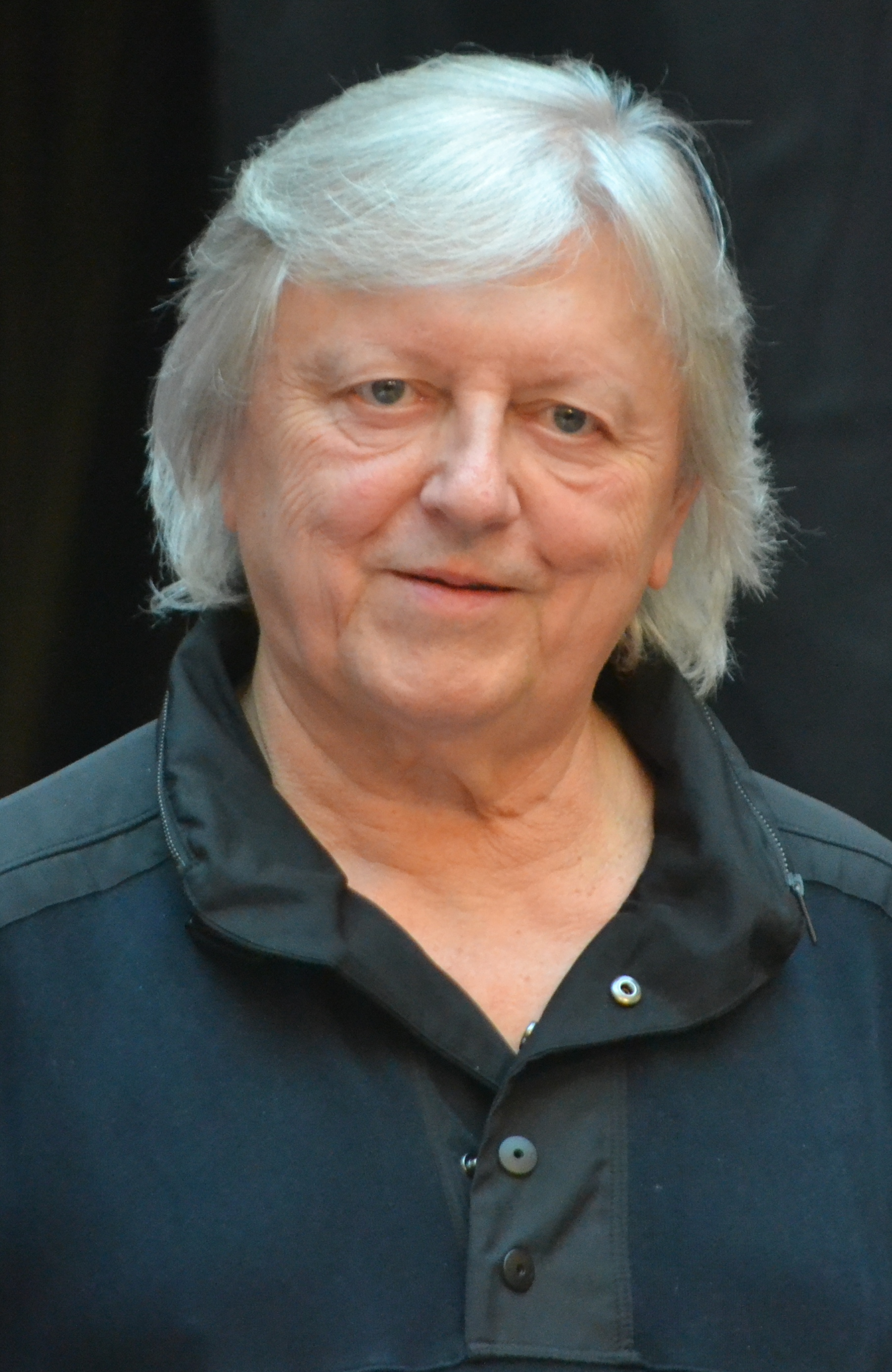
Václav Neckář, 2014

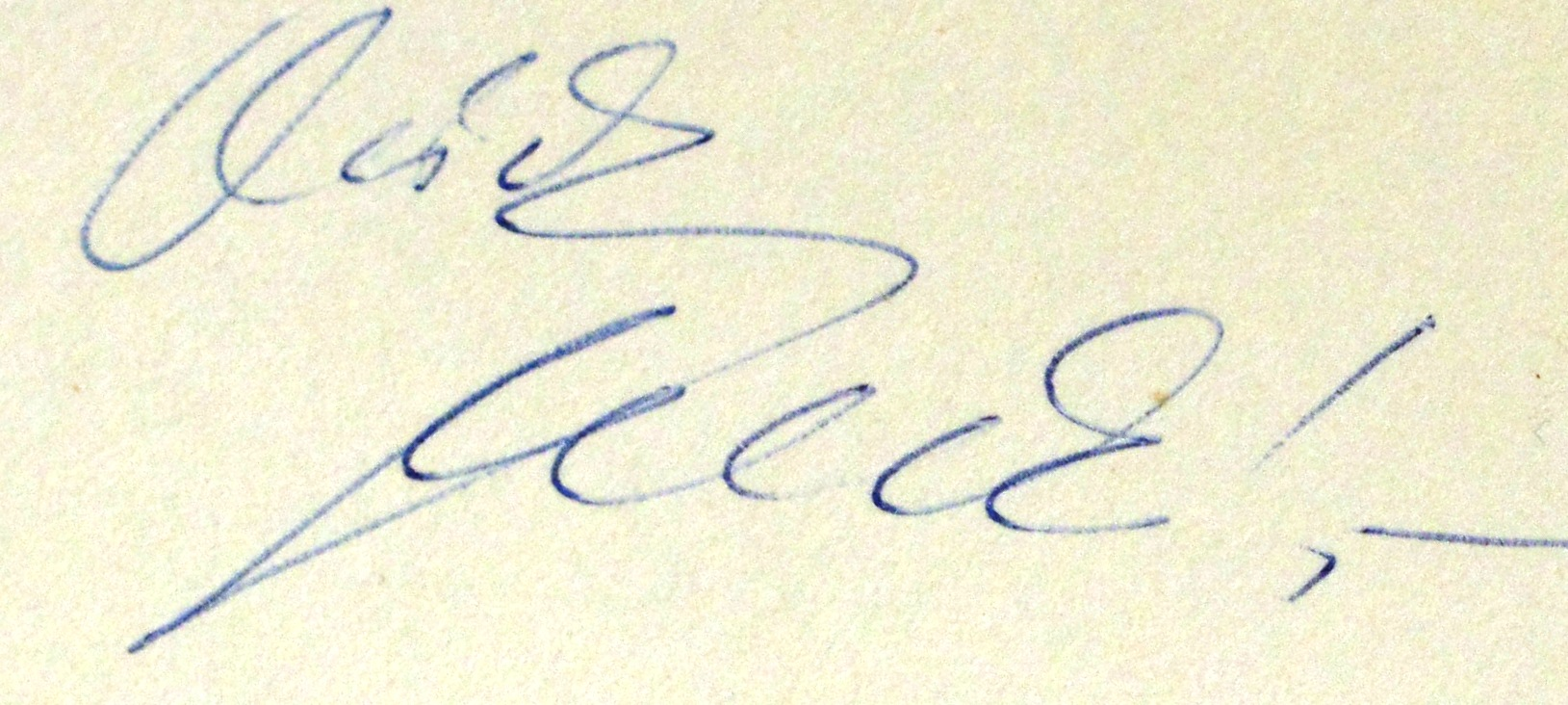
Autograph

Václav Neckář (* 23. Oktober 1943 in Prag) ist ein tschechischer Sänger und Schauspieler.

## Werdegang
International bekannt wurde Václav Neckář mit der Hauptrolle im 1968 Oscar-gekrönten Film Liebe nach Fahrplan von Jiří Menzel. Anschließend spielte er neben Helena Vondráčková in der poetischen Liebeskomödie Die wahnsinnig traurige Prinzessin. Mit dem Song Krokodil Theophil hatte er 1973 einen Erfolg in der DDR. Es folgten dann in der DDR weitere erfolgreiche Lieder wie „Jorika“, „Nautilus“, die einen anderen Musikstil als das Krokodil zeigten. 1981 spielte er in der DEFA-Westernkomödie Sing, Cowboy, sing gemeinsam mit Dean Reed.
Ein Schlaganfall im Jahr 2002 setzte seiner Karriere ein vorläufiges Ende. Mehrere Jahre lang lernte er wieder sprechen, er lernte auch einen Teil seiner Liedtexte. 2007 wurde bekannt, dass Neckář zwischen 1978 und 1987 für die tschechoslowakische Staatssicherheit gearbeitet und Informationen über das Privatleben von Kollegen gesammelt hatte. 2023 ist seine Autobiographie Všechny moje války („Alle meine Kriege“) erschienen.
Ende Dezember 2023 gab sein Bruder, Jan Neckar, bekannt, dass Vaclav und die Band „eine sehr lange Pause einlegen“ werde.

## Diskografie (Auswahl)

### Singles
- 1965 Bim bam / Hříbě
- 1966 Dlouhej nos / Až louky rozkvětou
- 1966 Ša-la-la-la-li / Stříbrná fletna
- 1966 Pláč / Když vítr zafouká
- 1966 Crazy love / Why don´t you bring him to dance
- 1966 Proč se ptáš / Zvoňte o patro níž
- 1966 Tenhle bílej měsíc / Stín katedrál
- 1967 Lelkuju po městě / Zaklínej se třeba ďablem
- 1967 Svatovítský chrám / Lady Jane
- 1968 Mrs.Applebee / Pojď se vzít
- 1969 Wo ist der Clown / Wir leben mit dem Sonnenschein
- 1969 Papagallo Baby / Carolina
- 1970 Suzanne / Když ti nejsem hezkej
- 1970 Mrs.Robinson / Šel sen kolem nás
- 1970 Bungalow Bill / Časy se mění
- 1971 Dr.Dam di dam / Dám ti diamant
- 1973 Geben, geben, geben / Liebeslied (Klaus Renft Combo)
- 1973 Kätzchen geht’s gut / Krokodil Theophil
- 1973 Doktor Dam Didam / Mädchen man träumt von dir
- 1974 Wo ist das Mädchen / Ali Baba
- 1975 Träume / Ja, die Wege
- 1976 Křižovatky / Ten chléb je tvůj i můj
- 1976 Co je to svět / Jorika
- 1976 Dítě snů / Nautilus
- 2011 Půlnoční (zusammen mit „Umakart“)
- Pár dnů prázdnin (I Hear You Knocking)/Mýdlový Princ (Needles and Pins)

### Alben
- 1972 Václav Neckář
- 1974 Vaclav Neckar & Bazillen
- 1975 Hallo, Vasek!
- 1981 Wer geht durch die Nacht deiner Träume
- 2005 Oci koni (Die Augen der Pferde)
- 2011 Dobrý časy (Gute Zeiten)

### Sonstige Lieder
- Dostal jsem kuli (1965)
- Vlčí máky (1965)
- Ze soboty na nedělí (1965)
- Den žen (1965)
- Čtyřlístek (1966)
- Moře to není Tálinskej rybník (1966)
- Rytíř svý doby (1966)
- Hallo, Mademoiselle (1965)
- Tu kytaru jsem koupil kvůli Tobě (1965)
- Seit freundlich zueinander (1970)
- Naruk Kras (Geben, geben, geben) (1972)
- Komet Kohoutek (1974)
- Meine Tanzlehrerin (1978)

### Hörspiele
- Der Wolkenstein (1989) als Adlerkücken Nicodemus

## Filmographie (Auswahl)
- 1966: Liebe nach Fahrplan (Ostre sledované vlaky)
- 1967: Die wahnsinnig traurige Prinzessin (Šíleně smutná princezna)
- 1969: Kolonie Lanfieri
- 1969/90: Lerchen am Faden (Skřivánci na niti)
- 1970: Pan Tau wird gesucht (Pan Tau a tisíc kouzel)
- 1981: Sing, Cowboy, sing

## Dokumentarfilm
- 1976: Vaclav Neckar (DEFA-Kurzdokumentarfilm, Regie: Jürgen Steinheisser)[4]

## Belege
1. ↑  "Lidove noviny": Sänger Vaclav Neckar arbeitete für Geheimdienst. 25. Juni 2007, abgerufen am 18. März 2023.
2. ↑  Václav Neckář: Autobiografie. Všechny moje války. Daranus, 2023, ISBN 978-80-88413-10-3.
3. ↑  Fanoušci se strachují o Neckáře, s bratrem ruší koncerty: Jsme unavení a staří, říkají. Abgerufen am 5. Dezember 2024 (tschechisch).
4. ↑  Vaclav Neckar (in der Filmdatenbank der DEFA-Stiftung). DEFA-Stiftung, abgerufen am 18. November 2020.

| Personendaten    | Personendaten                         |
| ---------------- | ------------------------------------- |
| NAME             | Neckář, Václav                        |
| KURZBESCHREIBUNG | tschechischer Sänger und Schauspieler |
| GEBURTSDATUM     | 23. Oktober 1943                      |
| GEBURTSORT       | Prag                                  |